# Петко Ангелов
Петко Петров Ангелов е български офицер, генерал-майор.

## Биография
Роден е 14 октомври 1940 г. в търновското село Козаревец. Завършва школата за запасни офицери във Велико Търново. По-късно завършва специалност „Оптически прибори и оптикоелектронни прибори“ в Московския институт по аерофотоснимки, геодезия и картография. След това постъпва в предприятие за оптически прибори. От 1967 г. е в системата на Държавна сигурност като разузнавач. От следващата година е разузнавач VI ст. във II управление. Същата година става заместник-началник на отделение. От 1970 до 1971 г. е началник на отделение в IV управление. След това до 1973 г. е заместник-началник на отдел. Работил е в оперативно-технически отдел на Второ главно управление. От 1 февруари 1973 до 14 май 1981 г. е заместник-началник на отдела, а от 14 май 1981 до 1990 г. е негов началник. От 6 февруари 1990 г. до ноември 1990 г. е заместник-началник на Националната служба за защита на конституцията (наследника на Второ главно управление). От ноември 1990 до март 1991 г. е изпълняващ длъжността началник на службата. На 27 март 1991 г. е направен заместник-министър на МВР, като длъжността му се води „секретар на МВР“. Остава на поста до 27 октомври 1994 г., когато се пенсионира. През 2011 г. става председател на УС на Националната асоциация на фирми за търговска сигурност и охрана (НАФТСО).
Умира при планински инцидент близо до Малък Мечи връх в планината Рила на 19 март 2022 г.